# Staatsanwalt

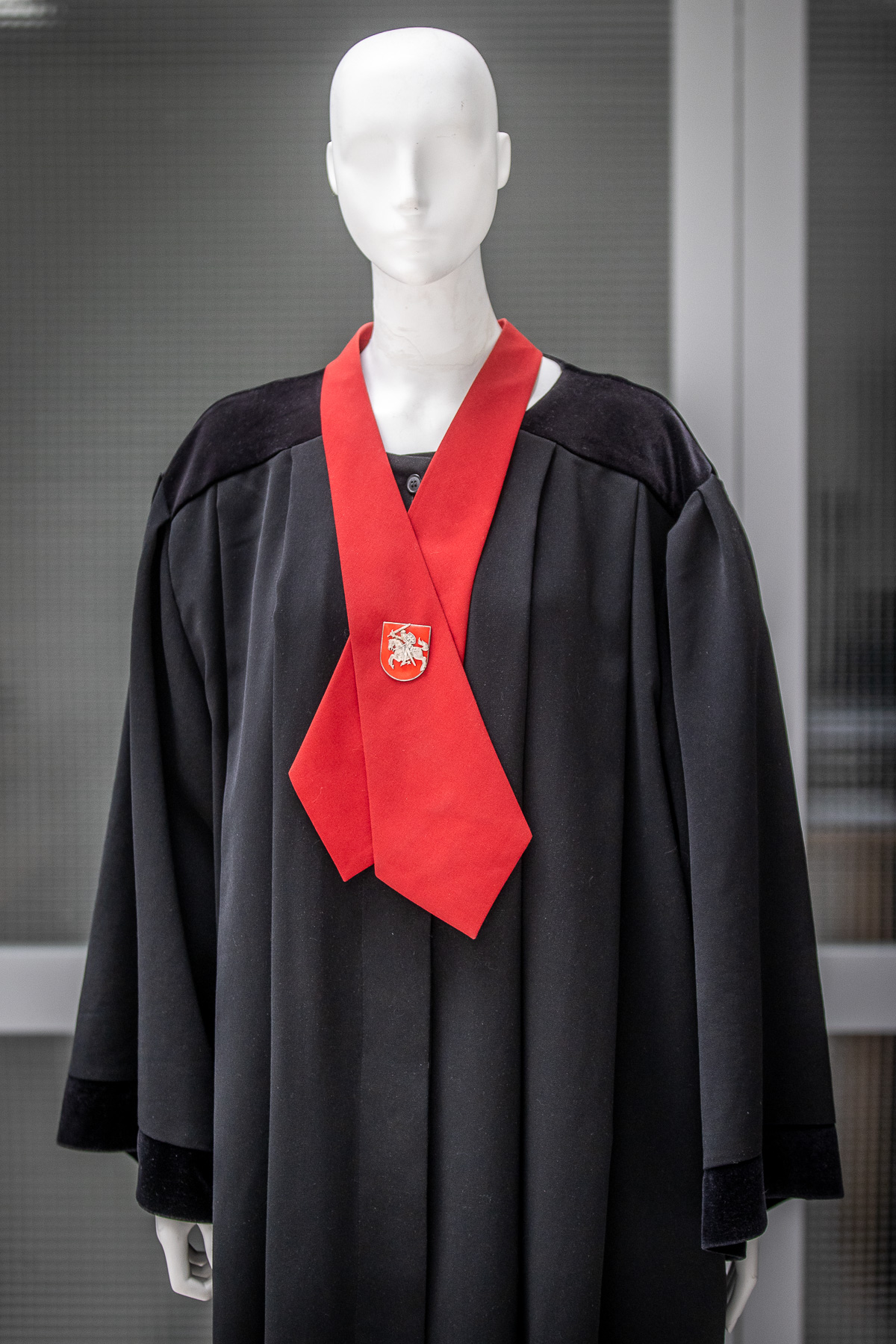
Tracht des litauischen Staatsanwalts

Ein Staatsanwalt ist bei Gericht in Strafsachen Vertreter der Anklage. Er ist in vielen Ländern ein Staatsbediensteter, in Deutschland z. B. ein Beamter im höheren Justizdienst in einer Staatsanwaltschaft und damit ein Organ der Rechtspflege.

## Deutschland
In der Bundesrepublik Deutschland kann Staatsanwalt nur werden, wer die Befähigung zum Richteramt hat.

### Aufgaben
Der Staatsanwalt hat die Verfahrensherrschaft im strafrechtlichen Ermittlungsverfahren (Vorverfahren): Ihm obliegt die rechtliche Würdigung des in der Regel von der Polizei ermittelten Sachverhaltes. Er entscheidet über den Abschluss des Ermittlungsverfahrens. Der Staatsanwalt kann das Verfahren einstellen (§ 170 Abs. 2 StPO), Anklage erheben (§ 170 Abs. 1 StPO) oder Strafbefehl bei Gericht beantragen (§ 407 Abs. 1 StPO). Lässt das vorläufige Ermittlungsergebnis noch keine abschließende Entscheidung zu, so kann er anordnen, dass die Polizei weiter ermittelt. Die Polizei muss der Staatsanwaltschaft alle strafprozessualen Maßnahmen mitteilen. Die Staatsanwaltschaft kann Ermittlungshandlungen auch selbst vornehmen (§ 161 Abs. 1 S. 1 Var. 1 StPO).
Nach Erhebung der Anklage tritt der Staatsanwalt in der Hauptverhandlung als Sitzungsvertreter der Staatsanwaltschaft auf. Er verliest den Anklagesatz (§ 243 Abs. 3 S. 1 StPO), wirkt an der Beweisaufnahme mit (vgl. z. B. §§ 240 Abs. 2 S. 1, 245 Abs. 1, 257 Abs. 2 StPO) und hält abschließend ein Plädoyer (§ 258 Abs. 1 StPO). Wenn er mit der Entscheidung des Gerichts nicht einverstanden ist, kann er Rechtsmittel einlegen (§§ 296 Abs. 1, 312, 333, 335 StPO), auch zugunsten des Angeklagten (§ 296 Abs. 2 StPO).
Bei einer Verurteilung des Angeklagten übernimmt die Staatsanwaltschaft als Strafvollstreckungsbehörde die Vollstreckung der Strafe. Diese Aufgaben sind allerdings in weitem Umfang auf die bei der Staatsanwaltschaft tätigen Rechtspfleger übertragen. In besonders wichtigen Fragen entscheidet der Staatsanwalt als Vollstreckungsdezernent selbst. So obliegt es ihm, den Widerruf der Strafaussetzung zur Bewährung oder die Aussetzung eines Strafrestes zur Bewährung bei Gericht zu beantragen.
Die tatsächlichen Ermittlungen werden überwiegend durch die Polizei, aber auch durch den Zoll oder die Steuerfahndung durchgeführt, zum Teil in der Funktion als Ermittlungsperson der Staatsanwaltschaft. Diese Behörden haben auf Grund ihres wesentlich größeren Personalbestandes und ihrer Sachausstattung wie Kriminaltechnik, Funk, Dateien und Sammlungen ein erhebliches Übergewicht bei den Ermittlungsmöglichkeiten.
Bestimmte strafprozessuale Ermittlungsmaßnahmen wie Wohnungsdurchsuchungen oder Blutentnahmen dürfen grundsätzlich nur auf Anordnung eines Richters durchgeführt werden. In diesen Fällen beantragt der Staatsanwalt die Maßnahme bei dem zuständigen Richter. Bei „Gefahr im Verzug“ (d. h. der Gefahr eines Verlustes des Beweismittels wegen des zeitlichen Verzuges, der durch die Herbeiführung einer richterlichen Entscheidung mutmaßlich entstünde) trifft er die Anordnung selbst; sie ist durch den Richter zu bestätigen. Hierzu sind 24-Stunden-Bereitschaftsdienste bei den Staatsanwaltschaften eingerichtet.
Der Staatsanwalt kann auch selbst ermittelnd tätig werden, insbesondere persönlich Beschuldigte oder Zeugen vernehmen. Wenn diese auf Vorladung der Polizei nicht erscheinen, kann der Staatsanwalt sie selbst laden. Im Gegensatz zur Polizei stehen ihm Zwangsmittel zur Verfügung; er kann den Zeugen polizeilich vorführen lassen, Ordnungsgeld oder die Verhängung von Ordnungshaft (Höchstmaß: sechs Monate) durch den Ermittlungsrichter beantragen.
Nach Kapitalverbrechen und bei strafrechtlichen Großlagen wie etwa Banküberfällen ist oft ein Staatsanwalt am Tatort zugegen. Auch bei wichtigen Durchsuchungen, vor allem in Wirtschaftsstrafsachen, ist der Staatsanwalt häufig mit vor Ort. Er kann eine vorläufige Festnahme anordnen und durchführen, bei Gefahr im Verzug unter anderem auch Durchsuchungen oder körperliche Untersuchungen. Unterlagen, die bei Wohnungsdurchsuchungen sichergestellt werden, darf grundsätzlich nur der Staatsanwalt, auf dessen Anordnung jedoch auch die Polizei durchlesen.

### Stellung
Als Beamte sind Staatsanwälte – anders als Richter – weisungsgebunden (§ 146 Gerichtsverfassungsgesetz) Teil der Exekutive und unterliegen uneingeschränkt der Dienstaufsicht durch Vorgesetzte (§ 144 GVG) (§ 147 GVG). Damit ist die Einflussmöglichkeit auf die Staatsanwaltschaft und Staatsanwälte gegeben, zumal die Weisungsgebenden nicht an die Schriftform gebunden sind. Bekannte Beispiele für Weisungsgebundenheit und ihre Folgen sind der Fall Mollath, die unterschiedlichen Auffassungen zum Umfang des Weisungsrechts sind bei der Entlassung von Generalbundesanwalt Harald Range erneut deutlich geworden. Dem Prinzip nach dieselbe Frage wurde auch aufgeworfen im April 2019 bei dem Streit über die Zulässigkeit der Ermittlungen gegen das Zentrum für politische Schönheit.
Einem Staatsanwalt bei der Staatsanwaltschaft eines Landes sind übergeordnet:
- der Staatsanwalt als Gruppenleiter – kurz StA (GL) –, früher und seit 1. Januar 2011[11] in Baden-Württemberg wieder: Erster Staatsanwalt; je nach Land gegebenenfalls als Unterabteilungsleiter oder Vertreter des Abteilungsleiters,
- der Oberstaatsanwalt (als Abteilungsleiter),
- ggf. der Oberstaatsanwalt (als Hauptabteilungsleiter),
- der Leitende Oberstaatsanwalt (als Behördenleiter),
- der Generalstaatsanwalt (Leiter der übergeordneten Behörde),
- der Justizminister oder Justizsenator (Berlin, Bremen und Hamburg) des jeweiligen Bundeslandes.

Diesen Vorgesetzten muss der sachbearbeitende Staatsanwalt in bestimmten Fällen über das Verfahren und seine durchgeführten oder geplanten Maßnahmen berichten, beispielsweise in Verfahren, die sich gegen Politiker richten oder aus anderen Gründen weitere Kreise beschäftigen können. Das Weisungsrecht der vorgesetzten Stellen wird jedoch durch das Legalitätsprinzip und die Bindung an geltendes Recht beschränkt. Insbesondere die Strafbarkeit der Verfolgung Unschuldiger (§ 344 Strafgesetzbuch) und der Strafvereitelung im Amt (§ 258a StGB) begrenzen das Weisungsrecht.
Anders als bei Richtern existiert in Deutschland kein „Recht auf den gesetzlichen Staatsanwalt“. Es ist die Regel, dass die Staatsanwaltschaft nach Zulassung der Anklage vor dem Strafgericht während der Hauptverhandlung von einem am Verfahren bisher unbeteiligten Amts- oder Staatsanwalt oder Rechtsreferendar vertreten wird. Amtsanwälte – in der Regel auch Referendare – treten nur in solchen Verfahren auf, die auch der Zuständigkeit der Amtsanwälte unterliegen, sind also nicht mit schwerer Kriminalität befasst (s. u.).
Im Einzelfall können auch Referendaren Aufgaben eines Staatsanwalts übertragen werden (§ 142 Abs. 3 GVG).
Wie bei Gericht entscheidet über die Zuständigkeiten der jährlich zu beschließende Geschäftsverteilungsplan, der die allgemeinen Dezernate und die Spezialdezernate und -abteilungen (z. B. Wirtschafts- und Korruptionskriminalität, Jugendkriminalität, BtM- und organisierte Kriminalität, Sexualstrafsachen usw.) definiert und einzelnen Staatsanwälten zuweist.
Wer sich unbefugt als Staatsanwalt ausgibt, macht sich gemäß § 132a Abs. 1 Nr. 1 StGB strafbar.
Der EuGH entschied im Mai 2019, dass deutsche Staatsanwälte im Unterschied zu denen anderer Länder der EU nicht die hinreichende Gewähr für rechtsstaatliche Unabhängigkeit gegenüber der Exekutive geben, um einen EU-Haftbefehl zu beantragen. Die Durchlässigkeit der Gewaltenteilung sei untragbar, so das Handelsblatt anlässlich des Ausscheidens der Oberstaatsanwältin Anne Brorhilkers 2024.

### Bundesanwaltschaft
Auf Bundesebene werden Staatsanwälte beim Bundesgerichtshof durch die Bundesanwaltschaft gestellt.

### Einstellungsvoraussetzung
Einstellungsvoraussetzung für Staatsanwälte ist die Befähigung zum Richteramt und damit die erfolgreiche Teilnahme an den beiden juristischen Staatsprüfungen. In vielen Bundesländern müssen sie einen Dienst als Richter auf Probe durchlaufen. Dann gilt für Staatsanwälte und Richter die gleiche Laufbahn, wobei ein Wechsel zwischen den Ämtern möglich und erwünscht ist.

### Besoldung
Staatsanwälte werden wie Richter nach der Besoldungsordnung R besoldet.

### Amtsanwälte
Neben den Staatsanwälten sind (Ober-)Amtsanwälte mit der Bearbeitung von Strafsachen befasst (§ 142 Abs. 1 Nr. 3 Var. 2 GVG). Hierbei handelt es sich nicht um Juristen mit Universitätsabschluss, sondern um ehemalige Rechtspfleger mit Fachhochschulabschluss, die eine einjährige Zusatzausbildung im Strafrecht absolviert haben. Die Amtsanwälte sollen leichte bis mittlere Kriminalität verfolgen, z. B. Diebstahl, Betrug und Unterschlagung bis zu einer Schadenssumme von (meist) 1.000 €, ferner Verkehrsdelikte einfacherer Natur usw. In manchen Bundesländern dürfen Amtsanwälte auch Nötigungssachen bearbeiten, in anderen ist dies dem Staatsanwalt vorbehalten.

### Amtstracht
Vor Gericht tragen Staatsanwälte eine Robe, die der des Richters entspricht (schwarze Wolle mit Samtabschluss von 12 cm Breite, bei der Bundesanwaltschaft rot). Amtsanwalts- und Referendarsroben haben dagegen nur einen 8 cm breiten Samtabschluss.

## Österreich
Um in der Republik Österreich zum Staatsanwalt ernannt werden zu können, muss eine Befähigung zum Richteramt vorliegen. Hierzu ist die bestandene Richteramtsprüfung nach erfolgreicher Vorbereitungszeit von 4 Jahren nötig. Der Ernennung geht jeweils eine öffentliche Ausschreibung einer zu besetzenden Stelle voraus.

## Schweiz

### Organisation
Die Organisation der Staatsanwaltschaft liegt in der Kompetenz der Kantone. Neben der Bezeichnung Staatsanwalt kommt etwa auch der Begriff Prokurator vor (so zum Beispiel in den Kantonen Genf und Bern). Anstellung oder Wahl sowie Entlöhnung werden durch die jeweiligen Kantone geregelt. Voraussetzung ist grundsätzlich ein abgeschlossenes juristisches Studium, oftmals wird auch das Anwaltspatent verlangt sowie Erfahrung in der Strafrechtspflege. Die Karrierelaufbahn von Richtern resp. Staatsanwälten verläuft mehrheitlich getrennt voneinander.

### Aufgaben
Die Aufgaben des Staatsanwalts werden durch die Schweizerische Strafprozessordnung einheitlich für die gesamte Schweiz definiert. Der Staatsanwalt leitet das gesamte Untersuchungsverfahren, das mit einer vom Staatsanwalt erlassenen Anklage, einer Einstellungsverfügung oder einem Strafbefehl (in kleineren Fällen mit Maximalfreiheitsstrafe von 6 Monaten) seinen Abschluss findet. Im Untersuchungsverfahren ermittelt die Polizei unter der Aufsicht und/oder im Auftrag der Staatsanwaltschaft. Nach Erhebung der Anklage vertritt der Staatsanwalt die Anklage vor dem Strafgericht und entscheidet über einen allfälligen Weiterzug an die nächsthöhere Instanz. Je nach Kanton kann der Staatsanwaltschaft die Strafvollstreckung (insbesondere von Geldstrafen und Bussen) übertragen sein.
Im Gegensatz zum deutschen Strafprozessrecht wird die Mehrheit der Beweise (inkl. Zeugeneinvernahmen) ausschließlich im Untersuchungsverfahren (und damit von der Staatsanwaltschaft) erhoben, der Prozess vor dem Strafgericht stützt sich in der Regel auf die Akten. Ebenfalls im Unterschied zu Deutschland kommt der Staatsanwaltschaft in der Schweiz auch das umfassende Recht zum Erlass von Zwangsmaßnahmen (z. B. Vorführung, vorläufige Festnahme, körperliche Durchsuchung, Hausdurchsuchung, Beschlagnahme, Kontosperre, Telekommunikationsüberwachung, Observation etc.) zu. Nur einige wenige Zwangsmaßnahmen bedürfen der Genehmigung oder der Anordnung durch einen Richter wie etwa geheime Zwangsmaßnahmen oder auch insbesondere die Anordnung von Untersuchungshaft resp. Bestätigung der Haft nach spätestens 96 Stunden Freiheitsentzug. Gegen die meisten Handlungen der Staatsanwaltschaft im Untersuchungsverfahren haben die Betroffenen ein Beschwerderecht an eine richterliche Instanz.

### Militärstrafprozess, Jugendstrafverfahren
Im Militärstrafrecht heißen die Staatsanwälte Auditoren (Abkürzung: Aud). Ihnen obliegen beispielsweise die Vertretung der Anklage vor dem Militärgericht oder der Erlass von Strafmandaten bzw. Einstellungsverfügungen. Ernannt werden die Auditoren vom Oberauditor (Art. 4 Absatz 2 MStP).
Für die Ermittlungen und Durchführung von Strafverfahren bei Personen im Alter von zehn bis achtzehn Jahren ist die Jugendanwaltschaft zuständig.

## Liechtenstein
Den Staatsanwälten in Liechtenstein obliegt im Rahmen der Behörde, der Liechtensteinische Staatsanwaltschaft gemäß Art. 2 Staatsanwaltschaftsgesetz (StAG) die Leitung des Ermittlungsverfahrens („Herrin des Ermittlungsverfahrens“), die Erhebung der Anklage beim Strafgericht (Anklagegrundsatz) und die Vertretung der Anklage.

## Vereinigte Staaten
In den Vereinigten Staaten von Amerika wird zwischen den United States Attorneys und den District Attorneys unterschieden:

### Bundesanwaltschaft
Die United States Attorneys ermitteln und vertreten die Vereinigten Staaten in Strafverfahren wegen der Verletzung von Bundesrecht (Bundesvergehen). Die U.S. Attorneys werden vom US-Präsidenten mit Zustimmung des Kongresses der Vereinigten Staaten für eine Amtszeit von vier Jahren ernannt, eine erneute Ernennung ist möglich. Sie bleiben nach Ablauf ihrer Amtszeit bis zur Ernennung eines Nachfolgers im Amt. Aufgrund des USA PATRIOT Act konnte der US-Präsident auch ohne Anhörung des Kongresses einen Übergangsvertreter ernennen. Diese Regelung wurde aufgehoben.

### District Attorney
Die District Attorneys (je nach Bundesstaat auch als State’s Attorney, County Attorney, County Prosecutor und anderswie bezeichnet) sind in ihrem jeweiligen Bezirk (District) für die Verfolgung von Straftaten zuständig, die nicht in die Zuständigkeit des United States Attorney Office oder anderer Bundesbehörden fallen. Da die Strafgewalt in den Vereinigten Staaten grundsätzlich Sache der einzelnen US-Bundesstaaten ist, verfolgen die District Attorneys die meisten Strafsachen. In den meisten Bundesstaaten wird der District Attorney gewählt, es gibt aber auch hier die Möglichkeit der Ernennung.